# Genocídio na Bósnia
O termo genocídio na Bósnia ou genocídio bósnio é usado para se referir tanto ao genocídio cometido pelas forças sérvias da Bósnia e Herzegovina em Srebrenica em 1995 (Massacre de Srebrenica), quanto, mais genericamente, à "limpeza étnica" que ocorreu durante a chamada Guerra da Bósnia, entre 1992 e 1995.
Na década de 1990 várias autoridades, em linha com um grupo de juristas, declarou que a limpeza étnica, que foi conduzida por elementos do exército sérvio-bósnio, constituiu um genocídio. Tal declaração ocasionou uma resolução da Assembleia Geral das Nações Unidas e três condenações por genocídio em tribunais alemães, com base em uma interpretação mais ampla do termo genocídio que o utilizado pelos tribunais internacionais.
Em 2005 o Congresso dos Estados Unidos aprovou uma resolução declarando que "as políticas sérvias de agressão e limpeza étnica enquadram com os termos que definem genocídio". O Tribunal Penal Internacional para a antiga Iugoslávia (TPII) e o Tribunal Internacional de Justiça (TIJ) determinaram que, para que as ações fossem julgadas como genocídio, deveriam ser reconhecidas a destruição física ou biológica de um grupo protegido e uma intenção específica de cometer tal destruição. Inserido nesse conceito, o massacre de Srebrenica foi declarado como um ato de genocídio pelo Tribunal Penal Internacional, cuja conclusão é apoiada pelo Tribunal Internacional de Justiça.
Estima-se que pelo menos 8 500 pessoas foram mortas no genocídio bósnio.